# Cypripedium segawae
Cypripedium segawae là một loài thực vật có hoa trong họ Lan. Loài này được Masam. mô tả khoa học đầu tiên năm 1933.